# Ларше, Этьен Лоредан
Этьен Лоредан Ларше (фр. Lorédan Larchey; 26 января 1831, Мец — 12 апреля 1902, Ментона) — французский библиотекарь, энциклопедист, лингвист, военный писатель.

## Биография
Сын простого солдата, ставшего генералом при Наполеоне III. Короткое время сам служил в артиллерии. Затем с 1850 г. учился в Парижской Национальной школе хартий, однако курса не окончил. Был знаком с Ш. Бодлером. С 1852 работал библиотекарем в Библиотеке Мазарини. В 1855 основал журнал La Revue anecdotique des lettres et des arts, который редактировал до 1861 года, затем — La Petite Revue (1863). Публиковался во многих других периодических изданиях. С 1873 г. хранитель, затем в 1880—1886 гг. куратор библиотеки Парижского Арсенала (ныне в составе Национальной библиотеки Франции).
Автор книги «Происхождение французской артиллерии» (фр. Origines de l’artillerie française; 1862, с дополнением «Planches autographiées», 1863) и ряда трудов по народным говорам (сленгу) и ономатологии: «Dictionnaire etc. de l’argot français» (9 изд. 1883), «Dictionnaire (потом Almanach) des noms» (1880—1881) и др.
Выпустил также ряд популярных книг, в том числе сборник афоризмов и анекдотов «Женщины — о самих себе» (фр. Les femmes peintes par elles-mêmes; 1858).
Умер в г. Ментона в Приморских Альпах, где одной из улиц присвоено его имя (фр. Rue Lorédan Larchey).

## Избранные произведения
Публикации в области лингвистики

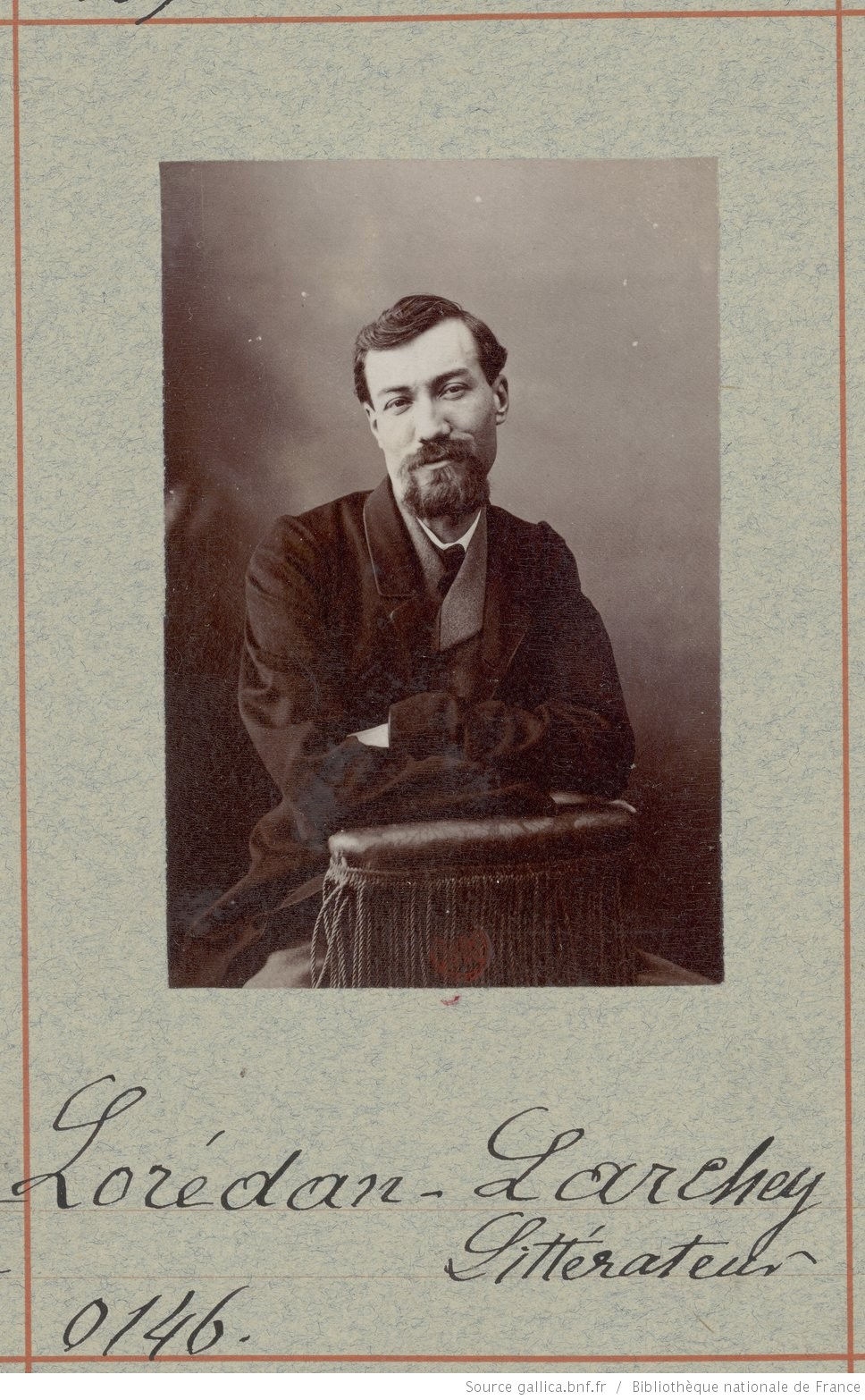
Этьен Лоредан Ларше на фотографии Надара

- Les Excentricités de la langue française en 1860 (1859; 1860)
- Dictionnaire historique, étymologique et anecdotique de l’argot parisien. Sixième édition des Excentricités du langage, mise à la hauteur des révolutions du jour (1872)
- Dictionnaire historique d’argot. Septième édition des Excentricités du langage (1878)
- Dictionnaire historique d’argot. Huitième édition des Excentricités du langage, mis à la hauteur des révolutions du jour (1881)
- Dictionnaire historique d’argot. Neuvième édition des Excentricités du langage, mis à la hauteur des révolutions du jour (1881)
- Supplément aux neuvième et dixième éditions du Dictionnaire d’argot, avec une introduction substantielle et un répertoire spécial du largonji (1883)
- Nouveau supplément du Dictionnaire d’argot; avec Le vocabulaire des chauffeurs de l’an VIII; et Le répertoire du Largongi (1889)
- Dictionnaire des noms, contenant la recherche étymologique des formes ancienne de 20,200 noms relevés sur les annuaires de Paris (1880)
- Almanach des noms, contenant l’explication de 2800 noms (1881)
- Nos vieux proverbes (1886)

Публикации в военно-исторической области
- Mémoire historique sur l’hôpital Saint-Nicolas de Metz au moyen âge, Metz 1854
- Les Maîtres bombardiers, canonniers et couleuvriniers de la cité de Metz, Paris 1861
- Gens singuliers, Paris 1867
- Mémorial illustré des deux sièges de Paris 1870—1871, Paris 1872
- Journal de marche du sergent Fricasse de la 127e demi-brigade 1792—1802, Paris 1882
- Les Cahiers du capitaine Jean-Roch Coignet (1799—1815), Paris 1883
- Les Suites d’une capitulation, relations des captifs de Baylen et de la glorieuse retraite du 116e régiment, Paris 1884